# Ringer-Weltmeisterschaften 2009
Die Ringer-Weltmeisterschaften 2009 fanden vom 21. bis zum 27. September 2009 im Messecenter in Herning statt. Es wurde sowohl im griechisch-römischen als auch im freien Stil gerungen. Die Ringer wurden in jeweils sieben Gewichtsklassen unterteilt. Insgesamt nahmen 639 Ringer, davon 245 im griechisch-römischen und 222 im Freistil, sowie 172 Ringerinnen teil.

## Vorbereitungs- und Qualifikationsturniere
Auf kontinentaler Ebene wurden im Jahr im Vorfeld der Weltmeisterschaften Meisterschaftsturniere veranstaltet, die meist auch als Qualifikation zur Weltmeisterschaft dienten:
- 27. Februar: Ozeanien-Meisterschaften auf Samoa
- 31. März: Europameisterschaften in Vilnius, Litauen
- 22. April: Panamerikameisterschaften in Maracaibo, Venezuela
- 2. Mai: Asienmeisterschaften in Pattaya, Thailand
- 15. Mai: Afrikameisterschaften in Casablanca, Marokko

Auf internationaler Ebene traf das für folgende Turniere ebenfalls zu:
- 25. Juni: Mittelmeerspiele in Pescara, Italien
- 1. Juli: Sommer-Universiade in Belgrad, Serbien
- 27. Juli: Golden Grand Prix in Baku, Aserbaidschan

## Weltmeister 2009
Übersicht aller 21 Weltmeister und Weltmeisterinnen von 2009:
| Kategorie | Griechisch-römisch      | Freistil              | Frauen            |
| --------- | ----------------------- | --------------------- | ----------------- |
| 1         | Hamid Soryan Reihanpour | Yang Kyong-il         | Mariya Stadnik    |
| 2         | Islambek Albijew        | Bessik Kuduchow       | Sofia Mattsson    |
| 3         | Fərid Mansurov          | Mehdi Taghavi         | Saori Yoshida     |
| 4         | Selçuk Çebi             | Denis Zargusch        | Julia Ratkewitsch |
| 5         | Nazmi Avluca            | Sajurbek Sochijew     | Mio Nishimaki     |
| 6         | Balázs Kiss             | Chadschimurad Gazalow | Martine Dugrenier |
| 7         | Mijaín López            | Biljal Machow         | Qin Xiaoqing      |

## Griechisch-römisch
Die Wettkämpfe im griechisch-römischen Stil fanden vom 25. bis zum 27. September 2009 statt.

### Ergebnisse

#### Kategorie bis 55 kg
| Platz | Land          | Sportler                |
| ----- | ------------- | ----------------------- |
| 1     | Iran          | Hamid Soryan Reihanpour |
| 2     | Armenien      | Roman Amojan            |
| 3     | Aserbaidschan | Rövşən Bayramov         |
| 3     | Dänemark      | Håkan Nyblom            |
| 5     | Rumänien      | Virgil Munteanu         |
| 5     | Türkei        | Erhan Karakus           |
| 7     | Südkorea      | Choi Gyu-jin            |
| 8     | Finnland      | Jani Haapamäki          |

Datum: 25. September 2009

WM 2007 (Titelverteidiger): Hamid Soryan Reihanpour, Iran

Olympiasieger 2008: Nasir Mankijew, Russland

Teilnehmer: 36

#### Kategorie bis 60 kg
| Platz | Land          | Sportler             |
| ----- | ------------- | -------------------- |
| 1     | Russland      | Islambek Albijew     |
| 2     | Usbekistan    | Dilshod Aripov       |
| 3     | Aserbaidschan | Vitali Rəhimov       |
| 3     | Kasachstan    | Nurbakyt Tengisbajew |
| 5     | Serbien       | Davor Štefanek       |
| 5     | Türkei        | Söner Sucu           |
| 7     | Georgien      | Rewas Laschchi       |
| 8     | Japan         | Ryūtarō Matsumoto    |

Datum: 26. September 2009

WM 2007 (Titelverteidiger): Dawit Bedinadse, Georgien

Olympiasieger 2008: Islambek Albijew, Russland

Teilnehmer: 36

#### Kategorie bis 66 kg
| Platz | Land          | Sportler            |
| ----- | ------------- | ------------------- |
| 1     | Aserbaidschan | Fərid Mansurov      |
| 2     | Georgien      | Manuchar Tschadaija |
| 3     | Kuba          | Pedro Isaac Mullen  |
| 3     | Russland      | Ambako Watschadse   |
| 5     | Armenien      | Sasun Ghambarjan    |
| 5     | Ungarn        | Tamás Lőrincz       |
| 7     | Iran          | Afshin Byabangard   |
| 8     | Japan         | Sutōmu Fujimura     |
|       |               |                     |
| 11    | Deutschland   | Marcus Thätner      |
|       |               |                     |
| 35    | Schweiz       | Pascal Strebel      |
| 37    | Österreich    | Matthias Kathan     |

Datum: 27. September 2009

WM 2007 (Titelverteidiger): Fərid Mansurov, Aserbaidschan

Olympiasieger 2008: Steeve Guénot, Frankreich

Teilnehmer: 40

Olympiasieger Steeve Guénot aus Frankreich wurde lediglich 15.

#### Kategorie bis 74 kg
| Platz | Land          | Sportler                    |
| ----- | ------------- | --------------------------- |
| 1     | Türkei        | Selçuk Çebi                 |
| 2     | Dänemark      | Mark Overgaard Madsen       |
| 3     | Iran          | Farshad Alizadeh Kalehkeshi |
| 3     | Belarus       | Aljaksandr Kikinjou         |
| 5     | Aserbaidschan | Rafik Gusseinow             |
| 5     | Deutschland   | Konstantin Schneider        |
| 7     | Finnland      | Henri Välimäki              |
| 8     | Frankreich    | Christophe Guénot           |
|       |               |                             |
| 28    | Schweiz       | Murat Argin                 |

Datum: 27. September 2009

WM 2007 (Titelverteidiger): Jawor Janakiew, Bulgarien

Olympiasieger 2008: Manuchar Kwirkwelia, Georgien

Teilnehmer: 36

#### Kategorie bis 84 kg
| Platz | Land                    | Sportler                   |
| ----- | ----------------------- | -------------------------- |
| 1     | Türkei                  | Nazmi Avluca               |
| 2     | Frankreich              | Mélonin Noumonvi           |
| 3     | Kuba                    | Pablo Shorey Hernandez     |
| 3     | Iran                    | Habibollah Akhlaghi        |
| 5     | Aserbaidschan           | Schalwa Gadabadse          |
| 5     | Georgien                | Badri Chassaia             |
| 7     | Dominikanische Republik | José Antonio Arias Paredes |
| 8     | Polen                   | Damian Janikowski          |
|       |                         |                            |
| 14    | Österreich              | Amer Hrustanovic           |
| 28    | Deutschland             | Jan Fischer                |

Datum: 26. September 2009

WM 2007 (Titelverteidiger): Alexei Mischin, Russland

Olympiasieger 2008: Andrea Minguzzi, Italien

Teilnehmer:

#### Kategorie bis 96 kg
| Platz | Land        | Sportler           |
| ----- | ----------- | ------------------ |
| 1     | Ungarn      | Balázs Kiss        |
| 2     | Schweden    | Jimmy Lidberg      |
| 3     | Iran        | Amir Ali-Akbari    |
| 3     | Russland    | Aslanbek Chuschtow |
| 5     | Ukraine     | Sergei Jeroschkin  |
| 5     | Usbekistan  | Dawid Saldadse     |
| 7     | Türkei      | Serkan Özden       |
| 8     | Südkorea    | An Chang-gun       |
|       |             |                    |
| 10    | Deutschland | Oliver Hassler     |

Datum: 26. September 2009

WM 2007 (Titelverteidiger): Ramas Nosadse, Georgien

Olympiasieger 2008: Aslanbek Chuschtow, Russland

Teilnehmer: 34

#### Kategorie bis 120 kg
| Platz | Land               | Sportler              |
| ----- | ------------------ | --------------------- |
| 1     | Kuba               | Mijaín López          |
| 2     | Vereinigte Staaten | Dremiel Byers         |
| 3     | Türkei             | Rıza Kayaalp          |
| 3     | Schweden           | Jalmar Sjöberg        |
| 5     | Belarus            | Iossif Tschugaschwili |
| 5     | Deutschland        | Nico Schmidt          |
| 7     | Russland           | Alexander Anutschin   |
| 8     | Ungarn             | Mihály Deák Bárdos    |

Datum: 27. September 2009

WM 2007 (Titelverteidiger): Mijaín López, Kuba

Olympiasieger 2008: Mijaín López, Kuba

Teilnehmer: 30

### Medaillenspiegel
| Rang | Land               | Gold | Silber | Bronze |
| ---- | ------------------ | ---- | ------ | ------ |
| 1    | Türkei             | 2    | 0      | 1      |
| 2    | Iran               | 1    | 0      | 3      |
| 3    | Aserbaidschan      | 1    | 0      | 2      |
|      | Kuba               | 1    | 0      | 2      |
|      | Russland           | 1    | 0      | 2      |
| 6    | Ungarn             | 1    | 0      | 0      |
| 7    | Dänemark           | 0    | 1      | 1      |
|      | Schweden           | 0    | 1      | 1      |
| 9    | Armenien           | 0    | 1      | 0      |
|      | Frankreich         | 0    | 1      | 0      |
|      | Georgien           | 0    | 1      | 0      |
|      | Usbekistan         | 0    | 1      | 0      |
|      | Vereinigte Staaten | 0    | 1      | 0      |
| 14   | Kasachstan         | 0    | 0      | 1      |
|      | Belarus            | 0    | 0      | 1      |

## Freistil
Die Wettkämpfe im Freistil fanden vom 21. bis zum 23. September 2009 statt. Die Ringer aus Russland sicherten sich in sechs der sieben Wettbewerbe Medaillen. Einzig Abdussalam Gadissow konnte sich mit einem fünften Platz in der Gewichtsklasse bis 84 kg nicht auf den Medaillenrängen platzieren.

### Ergebnisse

#### Kategorie bis 55 kg
| Platz | Land                   | Sportler           |
| ----- | ---------------------- | ------------------ |
| 1     | Nordkorea              | Yang Kyong-il      |
| 2     | Türkei                 | Sezer Akgül        |
| 3     | Russland               | Wiktor Lebedew     |
| 3     | Belarus                | Ryswan Hadschyjeu  |
| 5     | Aserbaidschan          | Namig Sewdimow     |
| 5     | Vereinigtes Königreich | Krasimir Krastanov |
| 7     | Ukraine                | Nikolai Awasijan   |
| 8     | Armenien               | Mihran Jaburjan    |
|       |                        |                    |
| 21    | Deutschland            | Tim Schleicher     |
|       |                        |                    |
| 32    | Schweiz                | Urs Wild           |

Datum: 21. September 2009

WM 2007 (Titelverteidiger): Bessik Kuduchow, Russland

Olympiasieger 2008: Henry Cejudo, USA

Teilnehmer: 32

Der 22-jährige Nordkoreaner Yang-il, Zwölfter bei den Olympischen Spielen im Jahr zuvor in Peking, feierte mit dem Sieg im Bantamgewicht seinen ersten großen internationalen Titel. Sein auch erst 21-jähriger Finalgegner Sezer Akgül aus der Türkei hatte im Halbfinale den Russen Wiktor Lebedew ausgeschaltet, unterlag dann jedoch dem 1,57 Meter großen Nordkoreaner.
Der Olympiasieger Cedujo war nicht am Start. Der Titelverteidiger Bessik Kuduchow trat in der Kategorie bis 60 kg an, wo er seinen zweiten Weltmeistertitel feiern konnte.

#### Kategorie bis 60 kg
| Platz | Land          | Sportler              |
| ----- | ------------- | --------------------- |
| 1     | Russland      | Bessik Kuduchow       |
| 2     | Aserbaidschan | Selimchan Chusseinow  |
| 3     | Usbekistan    | Dilshod Mansurov      |
| 3     | Ukraine       | Wassyl Fedoryschyn    |
| 5     | Japan         | Maeda Shogo           |
| 5     | Iran          | Morad Mohammadi       |
| 7     | Armenien      | Artur Arakeljan       |
| 8     | Kuba          | Maikel Perez Gonzalez |

Datum: 22. September 2009

WM 2007 (Titelverteidiger): Mawlet Batirow, Russland

Olympiasieger 2008: Mawlet Batirow, Russland

Teilnehmer: 32

Der Weltmeister von 2007 in der Kategorie bis 55 kg wurde damit zum zweiten Mal in seiner Karriere Weltmeister. Dabei besiegte er im Finale den Aserbaidschaner Selimchan Chusseinow, der im März 2009 in Teheran den Weltcup vor Ewgeni Chawilow und dem neuen Weltmeister Bessik Kuduchow gewonnen hatte. Für den 28 Jahre alten Europameister Chusseinow war es die zweite WM-Teilnahme nach 2001 (8. Platz bis 58 kg).

#### Kategorie bis 66 kg
| Platz | Land          | Sportler            |
| ----- | ------------- | ------------------- |
| 1     | Iran          | Mehdi Taghavi       |
| 2     | Russland      | Rasul Dschukajew    |
| 3     | Kasachstan    | Leonid Spiridonow   |
| 3     | Japan         | Tatsuhiro Yonemitsu |
| 5     | Türkei        | Muhammed Ilkkam     |
| 5     | Indien        | Sushil Kumar        |
| 7     | Aserbaidschan | Cəbrayıl Həsənov    |
| 8     | Ukraine       | Andrij Stadnik      |
|       |               |                     |
| 17    | Deutschland   | Saba Bolaghi        |
|       |               |                     |
| 30    | Österreich    | Manfred Brötzner    |

Datum: 21. September 2009

WM 2007 (Titelverteidiger): Ramazan Şahin, Türkei

Olympiasieger 2008: Ramazan Şahin, Türkei

Teilnehmer: 34

Der 22 Jahre alte Taghavi Kermani, Asienmeister des Jahres 2009, wurde damit bei seiner ersten Weltmeisterschaft bei den Senioren gleich Weltmeister. Als Junior hatte er bereits zweimal einen WM-Titel gewonnen.

#### Kategorie bis 74 kg
| Platz | Land          | Sportler                 |
| ----- | ------------- | ------------------------ |
| 1     | Russland      | Denis Zargusch           |
| 2     | Aserbaidschan | Çamsulvara Çamsulvarayev |
| 3     | Indien        | Rames Kumar              |
| 3     | Iran          | Sadegh Saeed Goudarzi    |
| 5     | Belarus       | Murad Hajdarau           |
| 5     | Moldau        | Alexandru Burcă          |
| 7     | Griechenland  | Apostolos Taskoudis      |
| 8     | Bulgarien     | Kiril Tersiew            |
|       |               |                          |
| 11    | Deutschland   | Andrej Shyyka            |

Datum: 23. September 2009

WM 2007 (Titelverteidiger): Machatsch Murtasalijew, Russland

Olympiasieger 2008: Buwaissar Saitijew, Russland

Teilnehmer: 31

Die Silbermedaille gewann der spätere IS-Kämpfer Tschamsulwarajew.

#### Kategorie bis 84 kg
| Platz | Land               | Sportler             |
| ----- | ------------------ | -------------------- |
| 1     | Usbekistan         | Sajurbek Sochijew    |
| 2     | Vereinigte Staaten | Jake Herbert         |
| 3     | Ukraine            | Ibragim Aldatow      |
| 3     | Aserbaidschan      | Scharif Scharifow    |
| 5     | Russland           | Abdussalam Gadissow  |
| 5     | Tadschikistan      | Jussuf Abdussalomow  |
| 7     | Türkei             | Gökhan Yavaşer       |
| 8     | Kuba               | Reineris Salas Perez |
|       |                    |                      |
| 37    | Deutschland        | David Bichinashvili  |

Datum: 22. September 2009

WM 2007 (Titelverteidiger): Georgi Ketojew, Russland

Olympiasieger 2008: Rewas Mindoraschwili, Georgien

Teilnehmer: 37

Sochijew gewann mit einer Ausnahme alle Kämpfe in zwei Runden und besiegte im Finale den Außenseiter Jakob Herbert aus New York nach 4:08 Minuten. Der deutsche Teilnehmer David Bichinashvili gab nach einer Verletzung auf und wurde sieglos letzter der Klassements.

#### Kategorie bis 96 kg
| Platz | Land          | Sportler              |
| ----- | ------------- | --------------------- |
| 1     | Russland      | Chadschimurad Gazalow |
| 2     | Aserbaidschan | Chetag Gasjumow       |
| 3     | Türkei        | Serhat Balcı          |
| 3     | Georgien      | Giorgi Gogschelidse   |
| 5     | Belarus       | Ruslan Schejchau      |
| 5     | Iran          | Saeid Ebrahimi        |
| 7     | Deutschland   | Oldrik Wagner         |
| 8     | Ägypten       | Saleh Emara           |

Datum: 21. September 2009

WM 2007 (Titelverteidiger): Chadschimurad Gazalow, Russland

Olympiasieger 2008: Schirwani Muradow, Russland

Teilnehmer: 29

Gazalow hatte in der zweiten Runde bereits den späteren Bronzemedaillengewinner Gogschelidse aus Georgien in zwei Runden bezwungen. Im Kampf um den Einzug ins Finale gewann er schließlich gegen Saeid Ebrahimi aus dem Iran. Im Finale gewann Gazalow dann durch ein Punktsieg nach drei Runden über den Aserbaidschaner Khetag Gasumow, der zuvor den Weißrussen Ruslan Schejchau besiegt hatte.

#### Kategorie bis 120 kg
| Platz | Land               | Sportler              |
| ----- | ------------------ | --------------------- |
| 1     | Russland           | Biljal Machow         |
| 2     | Iran               | Fardin Masoumi Valadi |
| 3     | Vereinigte Staaten | Tervel Dlagnev        |
| 3     | Griechenland       | Ioannis Arzoumanidis  |
| 5     | Georgien           | Aleksi Modebadse      |
| 5     | Kuba               | Disney Rodríguez      |
| 7     | Polen              | Bartłomiej Bartnicki  |
| 8     | Aserbaidschan      | Ali Issajew           |

Datum: 22. September 2009

WM 2007 (Titelverteidiger): Biljal Machow, Russland

Olympiasieger 2008: Artur Taymazov, Usbekistan

Teilnehmer: 27

Der 1,96 Meter große Biljal Machow sorgte in der höchsten Gewichtsklasse im Freistil der Herren für eine Titelverteidigung. In seinem zweiten großen internationalen Turnier als Senior war er seinen Gegnern überlegen und gewann im Finale gegen den Asienmeister Masoumi aus dem Iran.

### Medaillenspiegel
| Rang | Land               | Gold | Silber | Bronze |
| ---- | ------------------ | ---- | ------ | ------ |
| 1    | Russland           | 4    | 1      | 1      |
| 2    | Iran               | 1    | 1      | 1      |
| 3    | Usbekistan         | 1    | 0      | 1      |
| 4    | Nordkorea          | 1    | 0      | 0      |
| 5    | Aserbaidschan      | 0    | 3      | 1      |
| 6    | Türkei             | 0    | 1      | 1      |
|      | Vereinigte Staaten | 0    | 1      | 1      |
| 8    | Ukraine            | 0    | 0      | 2      |
| 9    | Georgien           | 0    | 0      | 1      |
|      | Griechenland       | 0    | 0      | 1      |
|      | Indien             | 0    | 0      | 1      |
|      | Japan              | 0    | 0      | 1      |
|      | Kasachstan         | 0    | 0      | 1      |
|      | Belarus            | 0    | 0      | 1      |

## Frauen
Die Wettkämpfe der Frauen fanden vom 23. bis zum 25. September 2009 statt.

### Ergebnisse

#### Kategorie bis 48 kg
| Platz | Land                   | Sportler           |
| ----- | ---------------------- | ------------------ |
| 1     | Aserbaidschan          | Maria Stadnik      |
| 2     | Russland               | Lorissa Oorschak   |
| 3     | Ukraine                | Ljudmila Baluschka |
| 3     | Nordkorea              | So Sim-Hyang       |
| 5     | Vereinigtes Königreich | Jana Stadnik       |
| 5     | Vietnam                | Thi Lua Nguyen     |
| 7     | Kanada                 | Lindsay Rushton    |
| 8     | Japan                  | Makiko Sakamoto    |
|       |                        |                    |
| 12    | Deutschland            | Jaqueline Schellin |

Datum: 23. September 2009

WM 2008 (Titelverteidigerin): Clarissa Chun, Vereinigte Staaten

Olympiasiegerin 2008: Carol Huynh, Kanada

Teilnehmer: 25

#### Kategorie bis 51 kg
| Platz | Land                | Sportler             |
| ----- | ------------------- | -------------------- |
| 1     | Schweden            | Sofia Mattsson       |
| 2     | Nordkorea           | Han Kum-Ok           |
| 3     | Ukraine             | Oleksandra Kohut     |
| 3     | Japan               | Yuri Kai             |
| 5     | Volksrepublik China | Hong Di              |
| 5     | Moldau              | Natalia Budu         |
| 7     | Deutschland         | Alexandra Engelhardt |
| 8     | Indien              | Babita Kumari        |

Datum: 23. September 2009

WM 2008 (Titelverteidigerin): Hitomi Sakamoto, Japan

Olympiasiegerin 2008: nicht olympisch

Teilnehmer: 27

#### Kategorie bis 55 kg
| Platz | Land               | Sportler        |
| ----- | ------------------ | --------------- |
| 1     | Japan              | Saori Yoshida   |
| 2     | Aserbaidschan      | Sona Əhmədli    |
| 3     | Kanada             | Tonya Verbeek   |
| 3     | Belarus            | Alena Filipawa  |
| 5     | Vereinigte Staaten | Tatjana Padilla |
| 5     | Frankreich         | Anna Gomis      |
| 7     | Rumänien           | Ana Maria Pavăl |
| 8     | Kasachstan         | Ajym Äbdildina  |

Datum: 24. September 2009

WM 2008 (Titelverteidigerin): Saori Yoshida, Japan

Olympiasiegerin 2008: Saori Yoshida, Japan

Teilnehmer: 27

#### Kategorie bis 59 kg
| Platz | Land               | Sportler          |
| ----- | ------------------ | ----------------- |
| 1     | Aserbaidschan      | Julia Ratkewitsch |
| 2     | Polen              | Agata Pietrzyk    |
| 3     | Ungarn             | Marianna Sastin   |
| 3     | Ukraine            | Hanna Wassylenko  |
| 5     | Vereinigte Staaten | Deanna Rix        |
| 5     | Kanada             | Katie Patroch     |
| 7     | Kasachstan         | Olga Kalinina     |
| 8     | Moldau             | Ludmila Cristea   |
|       |                    |                   |
| 11    | Deutschland        | Natascha Ballas   |

Datum: 24. September 2009

WM 2008 (Titelverteidigerin): Ayako Shōda, Japan

Olympiasiegerin 2008: nicht olympisch

Teilnehmer: 25

#### Kategorie bis 63 kg
| Platz | Land               | Sportler                     |
| ----- | ------------------ | ---------------------------- |
| 1     | Japan              | Mio Nishimaki                |
| 2     | Russland           | Ljubow Michailowna Wolossowa |
| 3     | Kanada             | Justine Bouchard             |
| 3     | Kasachstan         | Jelena Schalygina            |
| 5     | Polen              | Monika Ewa Michalik          |
| 5     | Aserbaidschan      | Olesja Samula                |
| 7     | Vereinigte Staaten | Elena Pirozhkova             |
| 8     | Bulgarien          | Elina Wasewa                 |
|       |                    |                              |
| 11    | Österreich         | Nikola Hartmann-Dünser       |
| 12    | Deutschland        | Stefanie Stüber              |

Datum: 24. September 2009

WM 2008 (Titelverteidigerin): Mio Nishimaki, Japan

Olympiasiegerin 2008: Kaori Ichō, Japan

Teilnehmer: 25

#### Kategorie bis 67 kg
| Platz | Land               | Sportler               |
| ----- | ------------------ | ---------------------- |
| 1     | Kanada             | Martine Dugrenier      |
| 2     | Russland           | Julia Bartnowskaja     |
| 3     | Nigeria            | Ifeoma Iheanacho       |
| 3     | Mongolei           | Badrachyn Odontschimeg |
| 5     | Japan              | Yoshiko Inoue          |
| 5     | Vereinigte Staaten | Adeline Gray           |
|       |                    |                        |
| 14    | Deutschland        | Maria Müller           |
|       |                    |                        |
| 17    | Österreich         | Stefanie Maierhofer    |

Datum: 25. September 2009

WM 2008 (Titelverteidigerin): Martine Dugrenier, Kanada

Olympiasiegerin 2008: nicht olympisch

Teilnehmer: 21

#### Kategorie bis 72 kg
| Platz | Land                | Sportler                         |
| ----- | ------------------- | -------------------------------- |
| 1     | Volksrepublik China | Qin Xiaoqing                     |
| 2     | Mongolei            | Otschirbatyn Burmaa              |
| 3     | Spanien             | Maider Unda Gonzales de Audicana |
| 3     | Bulgarien           | Stanka Slatewa                   |
| 5     | Ukraine             | Swetlana Sajenko                 |
| 5     | Österreich          | Marina Gastl                     |

Datum: 25. September 2009

WM 2008 (Titelverteidigerin): Stanka Slatewa, Bulgarien

Olympiasiegerin 2008: Wang Jiao, China

Teilnehmer: 21

### Medaillenspiegel
| Rang | Land                | Gold | Silber | Bronze |
| ---- | ------------------- | ---- | ------ | ------ |
| 1    | Aserbaidschan       | 2    | 1      | 0      |
| 2    | Japan               | 2    | 0      | 1      |
| 3    | Kanada              | 1    | 0      | 2      |
| 4    | Volksrepublik China | 1    | 0      | 0      |
|      | Schweden            | 1    | 0      | 0      |
| 6    | Russland            | 0    | 3      | 0      |
| 7    | Mongolei            | 0    | 1      | 1      |
|      | Nordkorea           | 0    | 1      | 1      |
| 9    | Polen               | 0    | 1      | 0      |
| 10   | Ukraine             | 0    | 0      | 3      |
| 11   | Bulgarien           | 0    | 0      | 1      |
|      | Kasachstan          | 0    | 0      | 1      |
|      | Nigeria             | 0    | 0      | 1      |
|      | Spanien             | 0    | 0      | 1      |
|      | Ungarn              | 0    | 0      | 1      |
|      | Belarus             | 0    | 0      | 1      |